# Sant Iscle de Colltort
Sant Iscle de Colltort es una entidad de población española del municipio de Sant Feliu de Pallerols, perteneciente a la provincia de Gerona, en la comunidad autónoma de Cataluña.

## Toponimia
El nombre del lugar puede encontrarse escrito con las grafías Sant Iscle de Colltort y San Aciscle de Colltort.

## Historia
Hacia finales del siglo XIX, el lugar, ya por entonces perteneciente al municipio de San Feliu de Pallarols, tenía contabilizada una población de alrededor de 110 de habitantes. Aparece descrito en el noveno volumen del Diccionario geográfico, estadístico, histórico, biográfico, postal, municipal, marítimo y eclesiástico de España y sus posesiones de ultramar de Pablo Riera y Sans con las siguientes palabras:

SAN ACISCLE DE COLLTORT.—L. agreg. al ayunt. de San Feliu de Pallarols. Cuenta sobre unos 110 hab. y 38 edif. de los que 10 están inhabitados.—Org. civ. Corresponde á la prov. de Gerona y contribuye, con su ayunt., para las elecciones de diputados provinciales y las de Córtes.—Org. mil. C. G. de Cataluña y G. M. de Gerona. —Org. ecle. Pertenece á la dióc. de Gerona, al arciprestazgo de Olot y tiene una iglesia parroquial, servida cual corresponde, bajo la advocacion de San Acisclo, cuyo curato es de la categoría de rurales de 2.ª.—Org. jud. Hállase adscrito al part. jud. de Olot, á la aud. de lo criminal de Gerona y á la territ. de Barcelona.—Org. econ. Para el pago de sus impuestos depende de la Admon. de Hacienda de su prov..—S. púb. Recibe y expide la corr. por cn. de Gerona á Ripoll y esf. de Olot.—Ob. púb. y med. de com. Utiliza los caminos que cruzan por su tér. para verificar sus transportes y mantener sus relaciones.—Ins. púb. Sostenida de fondos del municipio hay una escuela para los dos sexos, perfectamente atendida.—Art., of., ind. La única ind. de esta localidad es la agrícola.—Pob. Ninguna importancia ofrecen los edif. que la forman, incluyendo en igual caso la iglesia parroquial.—Sit. geog. y top. (Véase el artículo de su ayunt.).
(Riera y Sans, 1886, p. 5)

En 2023, la entidad singular de población tenía empadronados 48 habitantes.

## Patrimonio

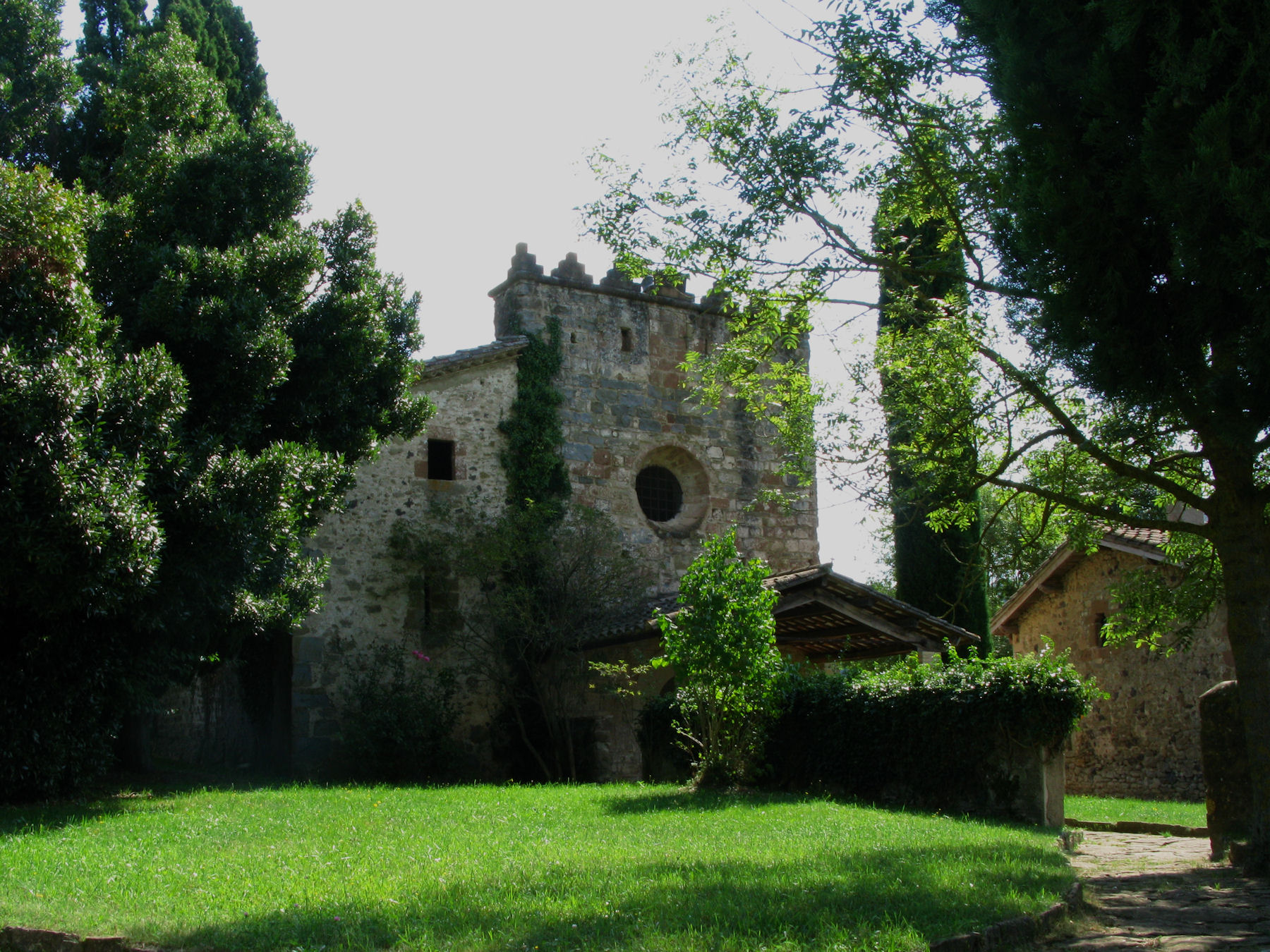
La iglesia de San Acisclo

Hay en el lugar una iglesia de San Acisclo.